# L'Art de la supercherie
Pour les articles homonymes, voir Supercherie.
L'Art de la supercherie (The Art of Deception) est un livre de Kevin Mitnick et William L. Simon, publié en 2002. Il traite de l'art de l'ingénierie sociale (social engineering), principalement par le biais de la téléphonie. 
Une partie du livre est composée d'histoires vraies et donne des exemples d'ingénierie sociale combinés à des pratiques de hacker.
Les auteurs se placent alternativement à la place de la victime et à celle du manipulateur, pour décrire des arnaques plus ou moins courantes.
Préface de Steve Wozniak, éditeur CampusPress.